# Saubraz
Saubraz − miejscowość i gmina (commune) w zachodniej Szwajcarii, w kantonie Vaud, w okręgu (district) Morges. Leży nad rzeką Toleure.  

## Demografia
W Saubraz mieszka 448 osób. W 2021 roku 25,2% populacji gminy stanowiły osoby urodzone poza Szwajcarią.